# Joseph Denis Odevaere
Joseph Denis Odevaere (Bruges, batejat el 2 de desembre de 1775 - mort a Brussel·les, el 26 de febrer de 1830) va ser un pintor neoclàssic dels Països Baixos austríacs. Durant el Regne Unit dels Països Baixos va ser pintor oficial del rei Guillem I.

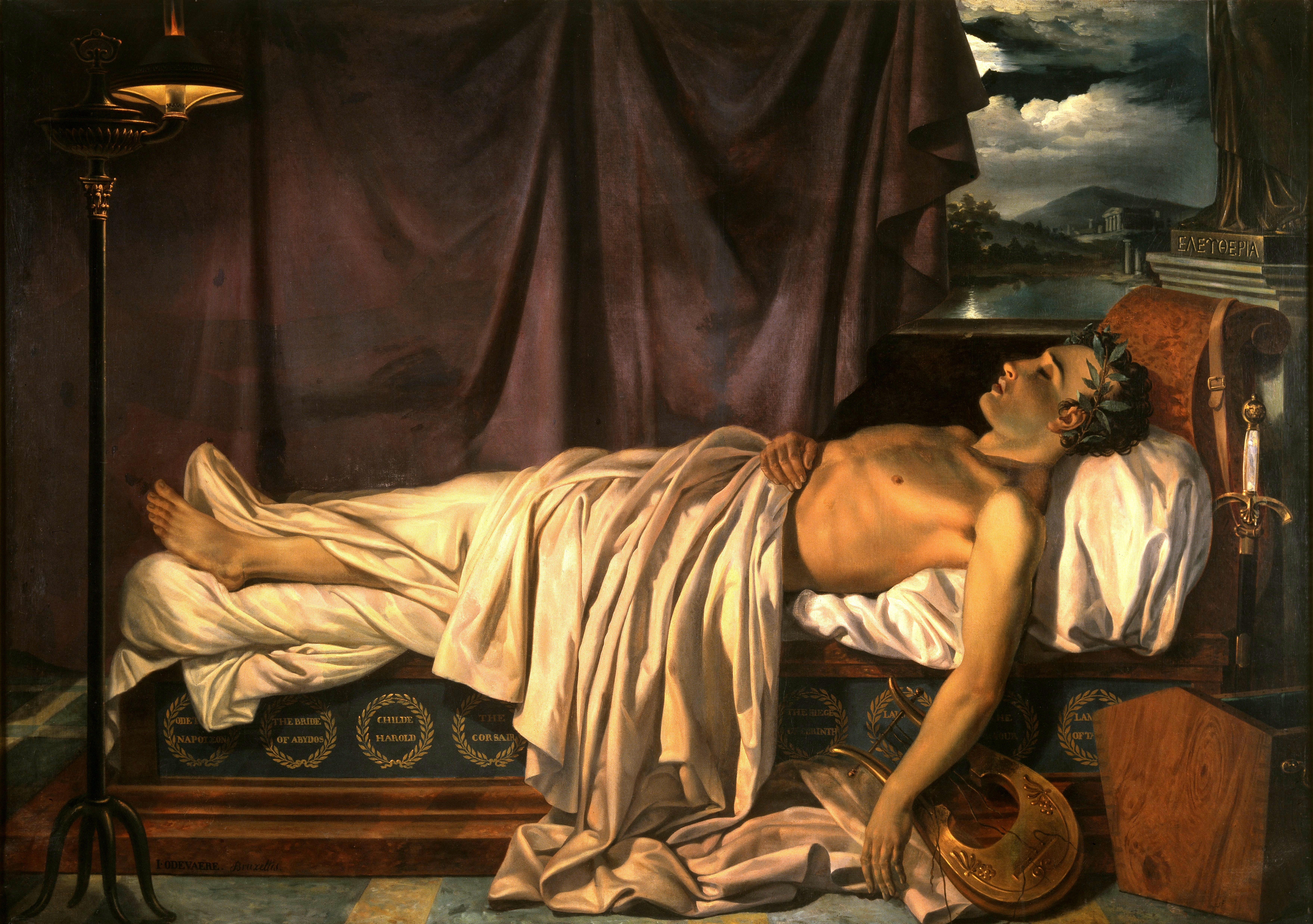
Lord Byron al seu llit de mort (1826)